# Norma Jean
Norma Jean é uma banda cristã de metalcore da Geórgia
Norma Jean é uma banda cristã americana de Douglasville, Geórgia, um subúrbio de Atlanta. Desde seu início em 1997 e substituição de membros ao longo dos anos, o único membro original da banda é o guitarrista Chris Day. Até agora, a banda lançou cinco álbuns de estúdio e recebeu uma indicação ao Grammy em 2006 para Best Recording Package por seu segundo álbum, O God, the Aftermath. O nome da banda deriva do verdadeiro nome da atriz Marilyn Monroe.

## História

### Luti-Kriss e álbum de estreia (1997-2004)
Evoluindo a partir de Luti-Kriss, a formação original da Norma Jean consistiu na formação final Luti-Kriss, mas com um novo baixista. O baterista Daniel Davison, explicou que a banda recebeu o nome da atriz Marilyn Monroe, cujo nome verdadeiro é Norma Jeane Baker. Não foi até depois que eles decidiram sobre esse nome que descobriram que "Norma" significa "padrão", e "Jean" significa "graça e misericórdia de Deus", combinados dizendo "Padrões de graça e misericórdia".  
Em 2002, a banda lançou Bless the Martyr and Kiss the Child pela Solid State Records. Seu vocalista original, Josh Scogin, deixou a banda pouco depois do lançamento, afirmando que "era apenas algo que eu sentia levado a fazer". Scogin foi conhecido por participar da Norma Jean durante as apresentações ao vivo para cantar "Memphis Will Be Laid To Waste" desde sua partida. O baixista original Joshua Doolittle também deixou a banda ao mesmo tempo que Scogin. Doolittle foi substituído por Jake Schultz. Scogin deixou a banda e mais tarde começou a começar a Chariot. Ele foi substituído por Brad Norris por cerca de um ano e meio.

### Primeiros lançamentos (2005-2009)

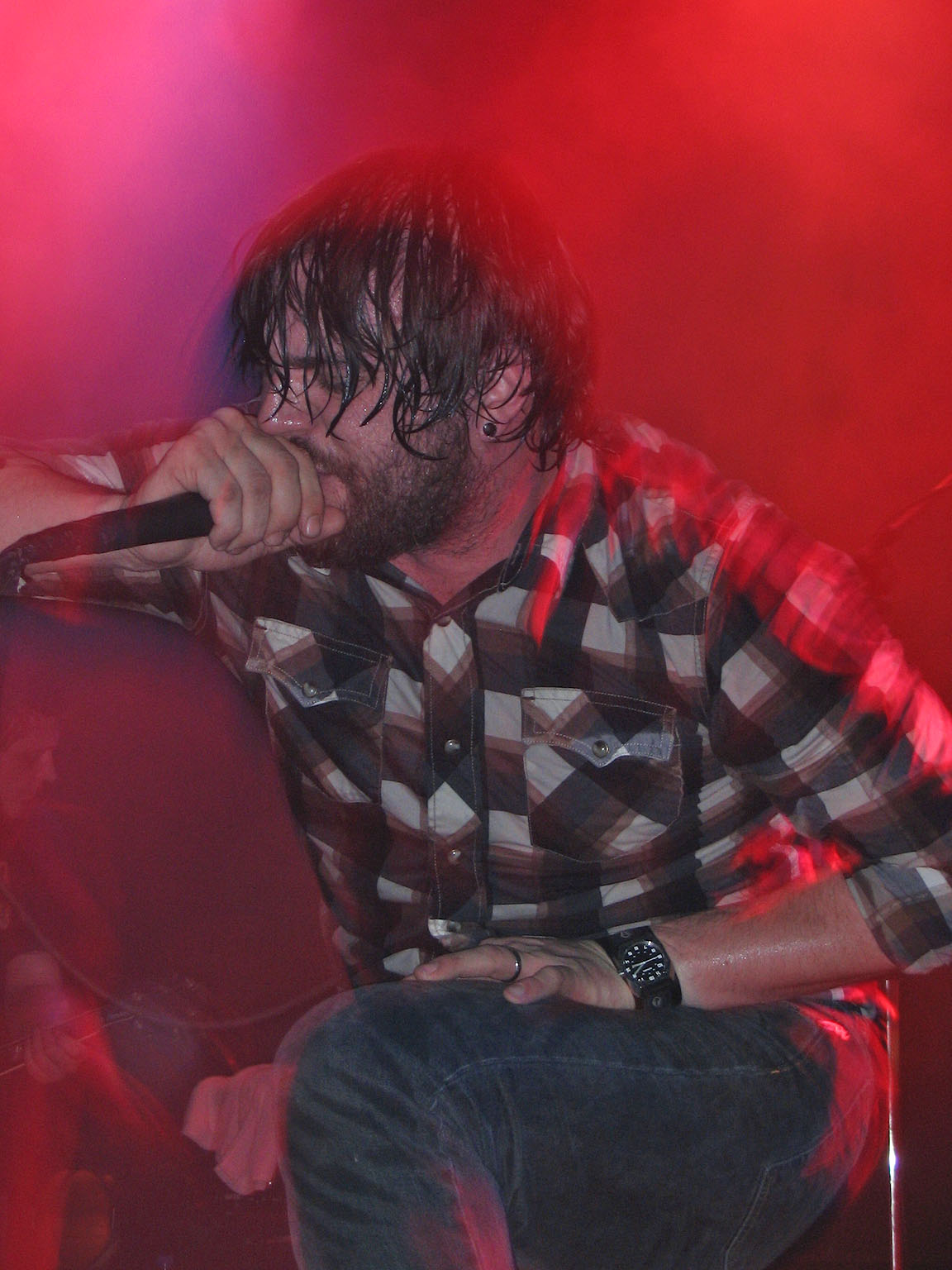
Cory Brandan Putman em concerto com a banda, 2007

Brad Norris foi posteriormente substituído por Cory Brandan Putman, anteriormente das bandas Eso-Charis, Living Sacrifice e Uses Fire. Em março de 2005, eles lançaram seu segundo álbum, intitulado O God, the Aftermath. Foi também a primeira apresentação de Cory Brandan no Norma Jean. A obra de arte para o segundo álbum da banda, O God, Aftermath foi nomeada para Best Recording Package no Grammy Awards de 2006. A obra de arte foi desenhada pelos estúdios Asterisk em Seattle, Washington.
Redeemer, seu terceiro álbum, foi gravado com o produtor Ross Robinson. Em 21 de setembro de 2007, o baterista original Daniel Davison anunciou que ele iria sair da banda depois que sua turnê atual terminasse, através do site oficial da banda. Seu último show foi em 7 de novembro de 2007 no Irving Plaza em Nova York, NY.
Em 17 de dezembro de 2007, Norma Jean anunciou que começariam a escrever para o seu novo álbum, The Anti Mother, em janeiro, gravado em abril, e estará jogando todo o 2008 Warped Tour. A redação foi oficialmente anunciada em 24 de janeiro. Em 13 de fevereiro, Norma Jean anunciou em um boletim do Myspace que eles tinham "aproximadamente 6 músicas de profundidade". Eles escreveram uma música com a Page Hamilton of Helmet e colaboraram com o líder do Deftones, Chino Moreno. A banda descreveu as duas músicas que escreveram com Moreno como diversas e anti-tradicionais. No início de meados de fevereiro, eles anunciaram que seu baterista substituto seria Chris Raines, que também é o baterista da banda Spitfire.
Em 5 de agosto de 2008, Norma Jean lançou The Anti Mother. Antes de sair para o seu passeio principal, Norma Jean filmou um video musical para "Robots 3 Humans 0", com o diretor de música Daniel Chesnut.
Em 3 de janeiro de 2009, Norma Jean anunciou em seu site oficial que estariam escrevendo músicas para seu próximo álbum. O próximo quinto álbum de estúdio da banda foi dito ser um retorno "de volta às [suas] raízes". 
Em 5 de abril de 2009, Norma Jean anunciou em seu site que eles deixaram sua turnê atual devido a uma série de razões.

### Contrato com a Razor & Tie (2009-2015)
Em 3 de novembro de 2009, a Norma Jean anunciou que estariam se afastando com a Solid State de longa data e assinando um acordo com o rótulo independente Razor & Tie, com planos para lançar um álbum no verão de 2010.
Norma Jean anunciou que um título para uma de suas novas músicas será "Kill More Presidents", e incentivou os fãs a filmar a performance ao vivo desta música.  O vídeo foi lançado no início de março. Os fãs podem baixar a primeira faixa, intitulada "Leaderless and Self Enlisted" da "Meridional" ao se inscreverem na lista de e-mails das bandas no site oficial. 
Norma Jean lançou seu álbum produzido por Jeremy Griffith, Meridional, em 13 de julho de 2010. Em uma entrevista para a revista Exclaim!, que foi publicada no dia do lançamento do álbum Meridional, o baterista Chris Raines falou de como o som de Meridional chegou e o que a influenciou. "Os últimos registros têm feito coisas diferentes, este misturou verdadeiramente muitos desses registros com o que queríamos fazer desta vez. Penso que nós tiramos todo o bem que gostamos dos registros passados e adicionamos o novo toque que queríamos colocar sobre ele, que era um tema mais pesado e mais escuro".
O baterista Chris Raines foi substituído por Matt Marquez no final de 2010, sem nenhum anúncio formal feito para esta troca. Em 2016, Raines tratou de sair da banda em uma entrevista com Trav Turner (anteriormente da Aletheian, UnTeachers, Solamors) alegando questões familiares. Em 23 de novembro de 2010, a antiga gravadora da Norma Jean, Solid State Records, lançou uma coleção retrospectiva de conjuntos de caixas intitulado Birds and Microscopes and Bottles of Elixirs and Raw Steak and a Bunch of Songs. A compilação de três CDs contém os três primeiros álbuns de estúdio da banda (Bless the Martyr and Kiss the Child, Redeemer e O God, the Aftermath). Em janeiro de 2011, o guitarrista fundador Scottie Henry decidiu fazer uma pausa temporária na banda. Mais tarde, ele seria substituído por Jeff Hickey para as datas da turnê de 2011. 
Em 30 de outubro de 2012, a banda anunciou que entrariam no estúdio dentre dezembro de 2012 a janeiro de 2013, com Joshua Barber como o produtor. É o primeiro álbum da banda a apresentar os novos membros; Jeff Hickey no violão, John Finnegan no baixo e Clayton Holyoak na bateria. Wrongdoers foi lançado nos EUA em 6 de agosto de 2013 pela Razor & Tie, e no Reino Unido em 9 de setembro.

### Novo álbum (2015-presente)
Em maio de 2015, eles revelaram que o trabalho começou para o sétimo álbum. Em 9 de julho de 2015, Norma Jean anunciou o 10º aniversário de O God, The Aftermath North American Tour. Eles tocariam o álbum na sua totalidade. A banda anunciou mais tarde que Sleepwave, '68, e The Continent Concept, se juntariam a eles. Em 15 de setembro de 2015, eles anunciaram que voltaram a assinar com o Solid State Records, que lançará seu próximo álbum em 2016.
Em junho de 2016, a banda anunciou que lançaram o primeiro single, "1,000,000 Watts", do novo álbum, o Polar Similar. Eles lançaram "Synthetic Sun" mais tarde naquele mês. Em 11 de agosto de 2016, Norma Jean lançou seu terceiro single fora da Polar Similar, que é intitulado "Forever Hurtling Towards Andromeda", que apresenta Sean Ingram do Coalesce. Antes do lançamento do álbum, Putman fez uma entrevista para a HM Magazine, em que eles mencionaram o seu mais novo membro, Rhyth Guitarist Phillip Farris, que substituiu Chris Day, o último membro original restante, embora nenhuma declaração foi feita na sua partida.

## Membros

### Atuais
- Cory Brandan - vocal
- Chris Day - guitarra
- Scottie Henry - guitarra
- Jake Schultz - baixo
- Chris Raines - bateria

### Membros adicionais
- Matt Putman
- Steve Hash
- Aaron Weiss of mewithoutYou

### Ex-membros
- Josh Scogin - vocal
- Josh Doolittle - baixo
- Brad Norris - vocal
- Joe Musten - vocal
- Billy Nottke - baixo
- Daniel Davison - bateria

## Discografia
Como 'Luti-Kriss'
- Travail + Luti-Kriss (1999)
- 5ep (2000)
- Throwing Myself (2001)

Como 'Norma Jean'

### Estúdio
- Bless the Martyr and Kiss the Child (2002)
- O God, the Aftermath (2005)
- Redeemer (2006)
- The Anti Mother (2008)
- Meridional (2010)

- Wrongdoers (2013)
- Polar Similar (2016)

### EP
- Norma Jean/mewithoutYou Split 7" (2002)

### Compilações
- The Almighty Norma Jean Vinyl Boxset (2008)
- Birds and Microscopes and Bottles of Elixirs and Raw Steak and a Bunch of Songs (2010)